# Paepalanthus garimpensis
Paepalanthus garimpensis är en gräsväxtart som beskrevs av Silveira. Paepalanthus garimpensis ingår i släktet Paepalanthus och familjen Eriocaulaceae. Inga underarter finns listade i Catalogue of Life.